# 馬克·歐文

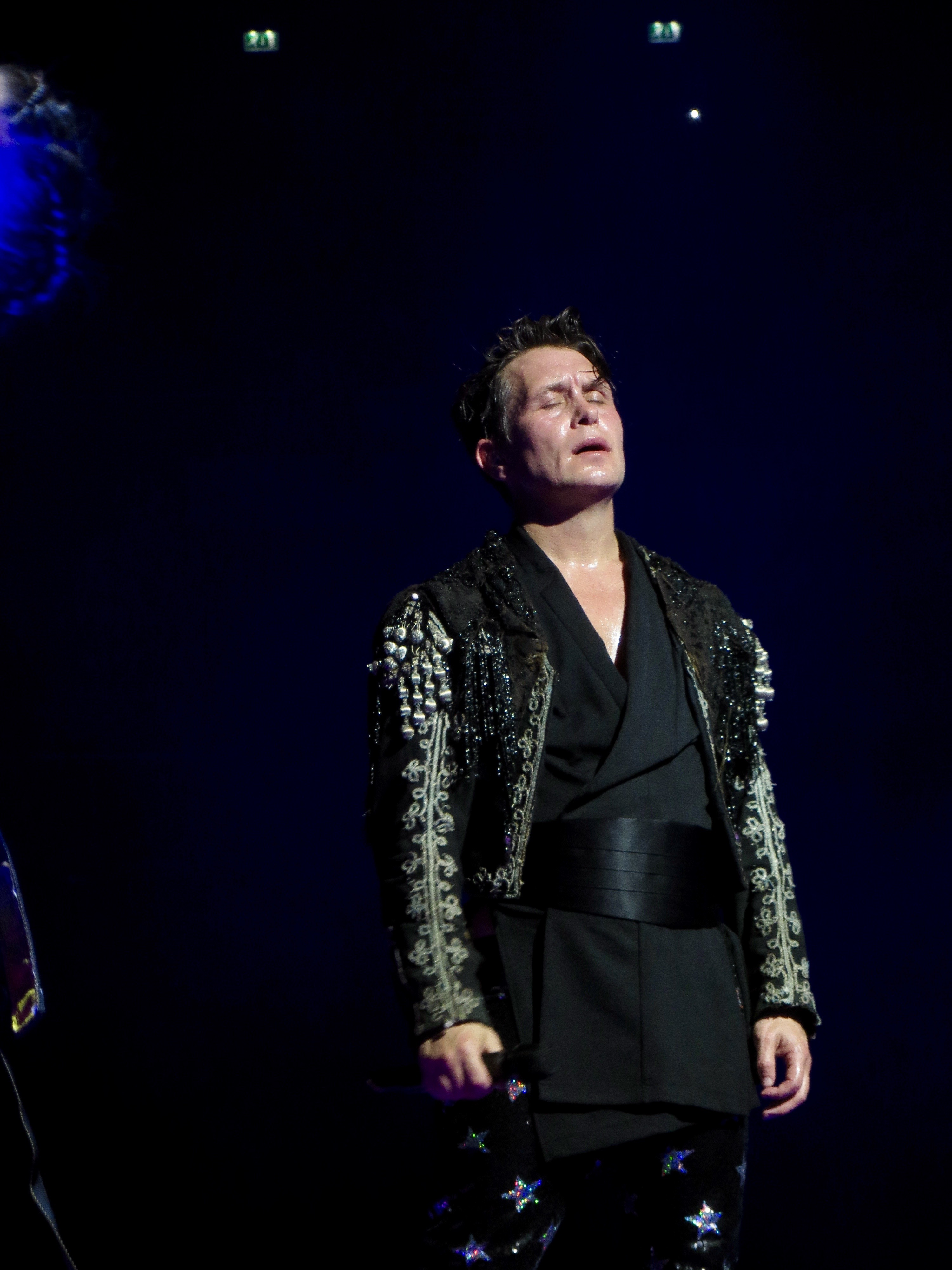
Mark Owen近照

馬克·歐文（英語：Mark Anthony Patrick Owen；1972年1月27日—）是英國的一位歌手。他是英國偶像團體接招合唱團的成員。他的夢想曾經是成為一名職業足球運動員。在接招解散之後，他是接招成員中最早單獨出道的成員。接招重新結成之後，他再次成為接招的一員。他在2009年11月8日結婚，育有三個孩子。